# 필립 애슬리

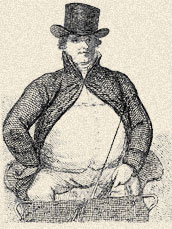

필립 애슬리(Philip Astley, 1742년 1월 8일 ~ 1814년 10월 20일)는 잉글랜드의 승마술사, 서커스 오너, 발명가이다. 현대 서커스의 아버지로 불린다. 음악, 길들여진 동물, 곡예, 광대를 포함한, 통합된 엔터테인먼트 경험인 현대의 서커스가 그로부터 나왔다.
잉글랜드 뉴캐슬언더라임에서 태어났다. 애슬리와 그의 아내는 첫 서커스 쇼를 1768년 4월 4일에 진행했다.